# Operatore nabla
In matematica, e in particolare nel calcolo vettoriale e nell'analisi matematica, il simbolo nabla ({\displaystyle \mathbf {\nabla } }) è impiegato per un particolare operatore differenziale di tipo vettoriale.
Il termine deriva dal nome di uno strumento musicale a corda della tradizione di antichi popoli della Palestina, il nebel o nablo (in greco νάβλα nabla). Si tratta di uno strumento tradizionale simile a una lira e a un'arpa, con una cassa acustica però di profilo triangolare, che richiama appunto quella di un delta rovesciato.
Il simbolo atled, a triangolo rovesciato somiglia alle antiche arpe e lire di Ur.
Nel contesto degli operatori differenziali, il simbolo del nebel è stato utilizzato per la prima volta dal matematico e fisico irlandese William Rowan Hamilton, nella forma del nebel a delta sdraiato.⊲
In greco, il simbolo ανάδελτα, anádelta, ovvero un delta rovesciato richiama le arpe e lire di Ur. Questo simbolo è chiamato, molto raramente e solo nel contesto americano, anche atled ("delta" letto al contrario) a causa della sua forma a delta ( {\displaystyle \Delta }) rovesciato. 
Il nome più comunemente utilizzato nella letteratura anglosassone è però "del", ovvero la prima parte della parola "delta": in effetti, il delta (propriamente, con il numero "2" in apice) viene spesso impiegato per indicare il laplaciano.
La notazione differenziale basata sul nabla consente di indicare, con una notazione molto sintetica, gli operatori differenziali jacobiana, gradiente, divergenza e di rotazione.
Qualora lo spazio vettoriale nel quale il nabla agisce sia uni-dimensionale, la definizione del nabla coincide con la derivata ordinaria.
Il simbolo "nabla" è disponibile nel codice HTML come ∇ e nel codice LaTeX come \nabla. Nella codifica Unicode è rappresentato nella cella U+2207 o, in notazione decimale, 8711.

## Definizione
In uno spazio tridimensionale {\displaystyle \mathbb {R} ^{3}} generato da un sistema di coordinate cartesiane {\displaystyle x,y,z} con versori indicati {\displaystyle {\hat {\mathbf {i} }}}, {\displaystyle {\hat {\mathbf {j} }}} e {\displaystyle {\hat {\mathbf {k} }}}, il nabla è definito come:
{\displaystyle \nabla \,\,{\stackrel {=}{\,}}\,{\hat {\mathbf {i} }}{\partial  \over \partial x}+{\hat {\mathbf {j} }}{\partial  \over \partial y}+{\hat {\mathbf {k} }}{\partial  \over \partial z}}
La generalizzazione per uno spazio {\displaystyle \mathbb {R} ^{n,m}} con funzioni di {\displaystyle n} variabili a {\displaystyle m} valori, viene scritta:
{\displaystyle \nabla =\sum _{i=1}^{n}{\hat {\mathbf {x} }}_{i}{\frac {\partial }{\partial x_{i}}}}

## Impiego
Questo operatore consente di scrivere attraverso una notazione compatta gli operatori differenziali del gradiente, la divergenza, il rotore, la derivata direzionale, il laplaciano:
- Gradiente:

{\displaystyle \operatorname {grad} f=\nabla f}
- Divergenza:

{\displaystyle \operatorname {div} {\vec {v}}=\nabla \cdot {\vec {v}}}
- Rotore:

{\displaystyle \operatorname {rot} {\vec {v}}=\nabla \times {\vec {v}}}
- Laplaciano:

{\displaystyle \nabla \cdot \nabla f=\nabla ^{2}f}
dove {\displaystyle f} è una funzione reale di una o più variabili reali, mentre {\displaystyle {\vec {v}}} è un campo, cioè una funzione vettoriale di una o più variabili reali. Il simbolo {\displaystyle \cdot } rappresenta il prodotto scalare, mentre {\displaystyle \times } il prodotto vettoriale.
Questo consente di semplificare la scrittura anche di complicate equazioni differenziali.

## Definizione intrinseca
La definizione data sopra è in realtà una definizione informale che dipende dal sistema di coordinate prescelto. Si può tuttavia definire il nabla con una definizione intrinseca più generale, indipendente dal sistema di coordinate:
{\displaystyle \nabla \star f=\lim _{V\to 0}{\frac {1}{V}}\oint _{\partial V}\operatorname {d} \mathbf {S} \star f}
in cui {\displaystyle \star } rappresenta un prodotto arbitrario (scalare, vettoriale, tensoriale o per uno scalare), mentre {\displaystyle f} è un campo scalare, vettoriale o tensoriale. {\displaystyle \partial V} è la superficie frontiera del volume {\displaystyle V} che nel limite si riduce a un punto. In questo modo si possono definire in maniera intrinseca il gradiente, la divergenza, il rotore e gli altri operatori differenziali.

## Coordinate sferiche
Le equazioni che trasformano le coordinate polari in coordinate cartesiane sono:
{\displaystyle {\tilde {X}}(r,\theta ,\phi )\,=\,{\begin{cases}x=r\sin \theta \cos \phi \\y=r\sin \theta \sin \phi \\z=r\cos \theta \\\end{cases}}}
Sfruttando la regola di derivazione a catena si può scrivere:
{\displaystyle {\frac {\partial }{\partial r}}={\frac {\partial x}{\partial r}}{\frac {\partial }{\partial x}}+{\frac {\partial y}{\partial r}}{\frac {\partial }{\partial y}}+{\frac {\partial z}{\partial r}}{\frac {\partial }{\partial z}}}
{\displaystyle {\frac {\partial }{\partial \theta }}={\frac {\partial x}{\partial \theta }}{\frac {\partial }{\partial x}}+{\frac {\partial y}{\partial \theta }}{\frac {\partial }{\partial y}}+{\frac {\partial z}{\partial \theta }}{\frac {\partial }{\partial z}}}
{\displaystyle {\frac {\partial }{\partial \phi }}={\frac {\partial x}{\partial \phi }}{\frac {\partial }{\partial x}}+{\frac {\partial y}{\partial \phi }}{\frac {\partial }{\partial y}}+{\frac {\partial z}{\partial \phi }}{\frac {\partial }{\partial z}}}
la stessa cosa, usando la notazione con matrici e vettori, si scrive:
{\displaystyle {\begin{pmatrix}{\frac {\partial }{\partial r}}\\{\frac {\partial }{\partial \theta }}\\{\frac {\partial }{\partial \phi }}\end{pmatrix}}={\begin{pmatrix}\sin \theta \cos \phi &\sin \theta \sin \phi &\cos \theta \\r\cos \theta \cos \phi &r\cos \theta \sin \phi &-r\sin \theta \\-r\sin \theta \sin \phi &r\sin \theta \cos \phi &0\end{pmatrix}}{\begin{pmatrix}{\frac {\partial }{\partial x}}\\{\frac {\partial }{\partial y}}\\{\frac {\partial }{\partial z}}\end{pmatrix}}}
o anche in forma più compatta:
{\displaystyle \nabla _{r}\,=\,\left({\frac {\partial {\tilde {X}}}{\partial (r,\theta ,\phi )}}\right)^{T}\nabla \,=\,AB\nabla }
avendo definito:
{\displaystyle \nabla _{r}={\begin{pmatrix}{\frac {\partial }{\partial r}}\\{\frac {\partial }{\partial \theta }}\\{\frac {\partial }{\partial \phi }}\end{pmatrix}}}
{\displaystyle \nabla ={\begin{pmatrix}{\frac {\partial }{\partial x}}\\{\frac {\partial }{\partial y}}\\{\frac {\partial }{\partial z}}\end{pmatrix}}}
{\displaystyle A={\begin{pmatrix}1&0&0\\0&r&0\\0&0&r\sin \theta \end{pmatrix}}}
{\displaystyle B={\begin{pmatrix}\sin \theta \,\cos \phi &\sin \theta \,\sin \phi &\cos \theta \\\cos \theta \,\cos \phi &\cos \theta \,\sin \phi &-\sin \theta \\-\sin \phi &\cos \phi &0\end{pmatrix}}}
Si noti che:
{\displaystyle A^{-1}={\begin{pmatrix}1&0&0\\0&{\frac {1}{r}}&0\\0&0&{\frac {1}{r\sin \theta }}\end{pmatrix}}}
{\displaystyle B^{-1}=B^{T}=\left(b_{1},b_{2},b_{3}\right)}
dove si sono indicati con {\displaystyle b_{i}}i versori (ortonormali) della base dello spazio tangente alla sfera
{\displaystyle b_{1}={\hat {r}}={\begin{pmatrix}\sin \theta \cos \phi \\\sin \theta \sin \phi \\\cos \theta \end{pmatrix}}}
{\displaystyle b_{2}={\hat {\theta }}={\begin{pmatrix}\cos \theta \cos \phi \\\cos \theta \sin \phi \\-\sin \theta \end{pmatrix}}}
{\displaystyle b_{3}={\hat {\phi }}={\begin{pmatrix}-\sin \phi \\\cos \phi \\0\end{pmatrix}}}
{\displaystyle b_{2}={\frac {\partial b_{1}}{\partial \theta }}}
{\displaystyle b_{3}={\frac {1}{\sin \theta }}{\frac {\partial b_{1}}{\partial \phi }}={\frac {1}{\cos \theta }}{\frac {\partial b_{2}}{\partial \phi }}}
{\displaystyle b_{i}\cdot b_{j}=\delta _{ij}}
{\displaystyle b_{i}\times b_{j}=\epsilon _{ijk}b_{k}}
Con quanto suddetto l'operatore gradiente in coordinate polari si esprime:
{\displaystyle \nabla \,=\,\left({\frac {\partial {\tilde {X}}}{\partial {(r,\theta ,\phi )}}}\right)^{-T}\nabla _{r}\,=\,B^{-1}A^{-1}\nabla _{r}=b_{1}{\frac {\partial }{\partial r}}+b_{2}{\frac {1}{r}}{\frac {\partial }{\partial \theta }}+b_{3}{\frac {1}{r\,\sin \theta }}{\frac {\partial }{\partial \phi }}\ ={\hat {r}}{\frac {\partial }{\partial r}}+{\frac {\hat {\theta }}{r}}{\frac {\partial }{\partial \theta }}+{\frac {\hat {\phi }}{r\,\sin \theta }}{\frac {\partial }{\partial \phi }}\ }
Si ha:
{\displaystyle b_{1}{\frac {\partial }{\partial r}}\cdot b_{1}{\frac {\partial }{\partial r}}=b_{1}\cdot \left({\frac {\partial b_{1}}{\partial r}}\right){\frac {\partial }{\partial r}}+b_{1}\cdot b_{1}{\frac {\partial }{\partial r}}{\frac {\partial }{\partial r}}={\frac {\partial ^{2}}{\partial r^{2}}}}
{\displaystyle b_{1}{\frac {\partial }{\partial r}}\cdot b_{2}{\frac {1}{r}}{\frac {\partial }{\partial \theta }}=b_{1}\cdot b_{2}{\frac {\partial }{\partial r}}{\frac {1}{r}}{\frac {\partial }{\partial \theta }}=0}
{\displaystyle b_{1}{\frac {\partial }{\partial r}}\cdot b_{3}{\frac {1}{r\,\sin \theta }}{\frac {\partial }{\partial \phi }}=b_{1}\cdot b_{3}{\frac {\partial }{\partial r}}{\frac {1}{r\,\sin \theta }}{\frac {\partial }{\partial \phi }}=0}
{\displaystyle b_{2}{\frac {1}{r}}{\frac {\partial }{\partial \theta }}\cdot b_{1}{\frac {\partial }{\partial r}}=b_{2}\cdot \left({\frac {\partial b_{1}}{\partial \theta }}\right){\frac {1}{r}}{\frac {\partial }{\partial r}}+b_{2}\cdot b_{1}{\frac {1}{r}}{\frac {\partial }{\partial \theta }}{\frac {\partial }{\partial r}}={\frac {1}{r}}{\frac {\partial }{\partial r}}}
{\displaystyle b_{2}{\frac {1}{r}}{\frac {\partial }{\partial \theta }}\cdot b_{2}{\frac {1}{r}}{\frac {\partial }{\partial \theta }}=b_{2}\cdot \left({\frac {\partial b_{2}}{\partial \theta }}\right){\frac {1}{r}}{\frac {1}{r}}{\frac {\partial }{\partial \theta }}+b_{2}\cdot b_{2}{\frac {1}{r}}{\frac {\partial }{\partial \theta }}{\frac {1}{r}}{\frac {\partial }{\partial \theta }}={\frac {1}{r^{2}}}{\frac {\partial ^{2}}{\partial \theta ^{2}}}}
{\displaystyle b_{2}{\frac {1}{r}}{\frac {\partial }{\partial \theta }}\cdot b_{3}{\frac {1}{r\,\sin \theta }}{\frac {\partial }{\partial \phi }}=b_{2}\cdot b_{3}{\frac {1}{r}}{\frac {\partial }{\partial \theta }}{\frac {1}{r\,\sin \theta }}{\frac {\partial }{\partial \phi }}=0}
{\displaystyle b_{3}{\frac {1}{r\,\sin \theta }}{\frac {\partial }{\partial \phi }}\cdot b_{1}{\frac {\partial }{\partial r}}=b_{3}\cdot \left({\frac {1}{\sin \theta }}{\frac {\partial b_{1}}{\partial \phi }}\right){\frac {1}{r}}{\frac {\partial }{\partial r}}+b_{3}\cdot b_{1}{\frac {1}{r\,\sin \theta }}{\frac {\partial }{\partial \phi }}{\frac {\partial }{\partial r}}={\frac {1}{r}}{\frac {\partial }{\partial r}}}
{\displaystyle b_{3}{\frac {1}{r\,\sin \theta }}{\frac {\partial }{\partial \phi }}\cdot b_{2}{\frac {1}{r}}{\frac {\partial }{\partial \theta }}=b_{3}\cdot \left({\frac {\cos \theta }{\sin \theta }}{\frac {1}{\cos \theta }}{\frac {\partial b_{2}}{\partial \phi }}\right){\frac {1}{r^{2}}}{\frac {\partial }{\partial \theta }}+b_{3}\cdot b_{2}{\frac {1}{r\,\sin \theta }}{\frac {\partial }{\partial \phi }}{\frac {1}{r}}{\frac {\partial }{\partial \theta }}=}
{\displaystyle ={\frac {\cot \theta }{r^{2}}}{\frac {\partial }{\partial \theta }}}
{\displaystyle b_{3}{\frac {1}{r\,\sin \theta }}{\frac {\partial }{\partial \phi }}\cdot b_{3}{\frac {1}{r\,\sin \theta }}{\frac {\partial }{\partial \phi }}=b_{3}\cdot \left({\frac {\partial b_{3}}{\partial \phi }}\right){\frac {1}{r\,\sin \theta }}{\frac {1}{r\,\sin \theta }}{\frac {\partial }{\partial \phi }}+b_{3}\cdot b_{3}{\frac {1}{r\,\sin \theta }}{\frac {\partial }{\partial \phi }}{\frac {1}{r\,\sin \theta }}{\frac {\partial }{\partial \phi }}=}
{\displaystyle ={\frac {1}{r^{2}\,\sin ^{2}\theta }}{\frac {\partial ^{2}}{\partial \phi ^{2}}}}
da cui si ricava l'espressione del laplaciano in coordinate polari:
{\displaystyle \nabla \cdot \nabla =\nabla ^{2}={\frac {\partial ^{2}}{\partial r^{2}}}+{\frac {1}{r^{2}}}{\frac {\partial ^{2}}{\partial \theta ^{2}}}+{\frac {1}{r^{2}\,\sin ^{2}\theta }}{\frac {\partial ^{2}}{\partial \phi ^{2}}}+{\frac {2}{r}}{\frac {\partial }{\partial r}}+{\frac {\cot \theta }{r^{2}}}{\frac {\partial }{\partial \theta }}=}
{\displaystyle ={\frac {1}{r^{2}}}\left({\frac {\partial }{\partial r}}r^{2}{\frac {\partial }{\partial r}}+{\frac {\partial ^{2}}{\partial \theta ^{2}}}+{\frac {1}{\sin ^{2}\theta }}{\frac {\partial ^{2}}{\partial \phi ^{2}}}+\cot \theta {\frac {\partial }{\partial \theta }}\right)=}
{\displaystyle ={\frac {1}{r^{2}}}{\frac {\partial }{\partial r}}r^{2}{\frac {\partial }{\partial r}}+{\frac {1}{r^{2}\sin \theta }}{\frac {\partial }{\partial \theta }}\left(\sin \theta {\frac {\partial }{\partial \theta }}\right)+{\frac {1}{r^{2}\sin ^{2}\theta }}{\frac {\partial ^{2}}{\partial \phi ^{2}}}}
Un altro modo più comodo per ricavare il Laplaciano usa nozioni di calcolo tensoriale (notazione di Einstein per gli indici sommati):
{\displaystyle \nabla ^{2}={\frac {1}{\sqrt {g}}}\partial _{i}{\sqrt {g}}\,g^{ij}\partial _{j}} con {\displaystyle g^{ij}={\frac {\partial {\tilde {X}}}{\partial {q_{i}}}}\cdot {\frac {\partial {\tilde {X}}}{\partial {q_{j}}}}} , {\displaystyle {\sqrt {g}}={\sqrt {\mathrm {det} \left(g_{ij}\right)}}\,,\,g_{ij}=\left(g^{ij}\right)^{-1}}
Si trovano facilmente anche gli operatori {\displaystyle x\times \nabla } (il legendriano)
e {\displaystyle \left(x\times \nabla \right)^{2}}, che sono strettamente legati
a {\displaystyle L} e {\displaystyle L^{2}} nella teoria dei momenti angolari della meccanica
quantistica, infatti:
{\displaystyle x\times \nabla =r\,b_{1}\times \left(b_{1}{\frac {\partial }{\partial r}}+b_{2}{\frac {1}{r}}{\frac {\partial }{\partial \theta }}+b_{3}{\frac {1}{r\,\sin \theta }}{\frac {\partial }{\partial \phi }}\right)=b_{3}{\frac {\partial }{\partial \theta }}-b_{2}{\frac {1}{\sin \theta }}{\frac {\partial }{\partial \phi }}}
e calcolando:
{\displaystyle b_{2}{\frac {1}{\sin \theta }}{\frac {\partial }{\partial \phi }}\cdot b_{2}{\frac {1}{\sin \theta }}{\frac {\partial }{\partial \phi }}=b_{2}\cdot \left({\frac {\cos \theta }{\sin \theta }}{\frac {1}{\cos \theta }}{\frac {\partial b_{2}}{\partial \phi }}\right){\frac {1}{\sin \theta }}{\frac {\partial }{\partial \phi }}+b_{2}\cdot b_{2}{\frac {1}{\sin \theta }}{\frac {\partial }{\partial \phi }}{\frac {1}{\sin \theta }}{\frac {\partial }{\partial \phi }}={\frac {1}{\sin ^{2}\theta }}{\frac {\partial ^{2}}{\partial \phi ^{2}}}}
{\displaystyle b_{2}{\frac {1}{\sin \theta }}{\frac {\partial }{\partial \phi }}\cdot b_{3}{\frac {\partial }{\partial \theta }}=b_{2}\cdot \left({\frac {1}{\sin \theta }}{\frac {\partial b_{3}}{\partial \phi }}\right){\frac {\partial }{\partial \theta }}+b_{2}\cdot b_{3}{\frac {1}{\sin \theta }}{\frac {\partial }{\partial \phi }}{\frac {\partial }{\partial \theta }}=-\cot \theta {\frac {\partial }{\partial \theta }}}
{\displaystyle b_{3}{\frac {\partial }{\partial \theta }}\cdot b_{2}{\frac {1}{\sin \theta }}{\frac {\partial }{\partial \phi }}=b_{3}\cdot \left({\frac {\partial b_{2}}{\partial \theta }}\right){\frac {1}{\sin \theta }}{\frac {\partial }{\partial \phi }}+b_{3}\cdot b_{2}{\frac {\partial }{\partial \theta }}{\frac {1}{\sin \theta }}{\frac {\partial }{\partial \phi }}=0}
{\displaystyle b_{3}{\frac {\partial }{\partial \theta }}\cdot b_{3}{\frac {\partial }{\partial \theta }}=b_{3}\cdot \left({\frac {\partial b_{3}}{\partial \theta }}\right){\frac {\partial }{\partial \theta }}+b_{3}\cdot b_{3}{\frac {\partial }{\partial \theta }}{\frac {\partial }{\partial \theta }}={\frac {\partial ^{2}}{\partial \theta ^{2}}}}
si ottiene:
{\displaystyle \left(x\times \nabla \right)^{2}={\frac {\partial ^{2}}{\partial \theta ^{2}}}+{\frac {1}{\sin ^{2}\theta }}{\frac {\partial ^{2}}{\partial \phi ^{2}}}+\cot \theta {\frac {\partial }{\partial \theta }}}
L'operatore {\displaystyle \left(x\times \nabla \right)^{2}} rappresenta la parte
angolare di {\displaystyle \nabla ^{2}} e si può scrivere un'altra espressione importante
per il laplaciano:
{\displaystyle \nabla ^{2}={\frac {1}{r^{2}}}\left({\frac {\partial }{\partial r}}r^{2}{\frac {\partial }{\partial r}}+\left(x\times \nabla \right)^{2}\right)={\frac {\partial ^{2}}{\partial r^{2}}}+{\frac {2}{r}}{\frac {\partial }{\partial r}}+\left({\frac {x\times \nabla }{r}}\right)^{2}}